# Бойко Роман Ярославович
Рома́н Яросла́вович Бо́йко (7 грудня 1978 — 20 жовтня 2022) — солдат Збройних Сил України, учасник російсько-української війни, який загинув під час російського вторгнення в Україну.

## Життєпис
Роман Бойко народився 7 грудня 1978 року в селі Добрівляни, Дрогобицького району, Львівської області, Українська РСР, СРСР. У 1994 році закінчив загальноосвітню школу в рідному селі. Того ж року вступив до Стрийського художнього професійного училища № 16, де здобув фах столяра з виготовлення художніх меблів. Після завершення навчання працював за спеціальністю.
У період з 1998 по 1999 рік проходив строкову службу в м. Києві. У складі групи швидкого реагування брав участь рятувальником у ліквідації наслідків масштабної повені у с. Вари на Закарпатті.
Після завершення служби переїхав до м. Дрогобич, де у 2005 році одружився. До повномасштабного вторгнення працював за кордоном.
З початком російського вторгнення в Україну повернувся додому в лютому 2022 року та добровольцем став на захист України. Боровся проти держави-терориста у складі 125-ї окремої бригади територіальної оборони ЗСУ на посаді стрільця стрілецького відділення стрілецького взводу.
Вірний військовій присязі, загинув 20 жовтня 2022 року в с. Торське, Донецької області, при виконанні службового обов'язку захисту Батьківщини.
Похований на «Полі скорботи» Алеї Слави, м. Дрогобич.
У Романа залишилися дружина та троє дітей.

## Нагороди
У лютому 2023 року, відповідно до указу Президента України № 35/2023, Бойка Романа Ярославовича за особисту мужність і самовідданість, виявлені у захисті державного суверенітету та територіальної цілісності України, вірність військовій присязі посмертно відзначено орденом «За мужність» ІІІ ступеня.
У травні 2024 року, відповідно до наказу Міністра оборони України № 786 від 21 травня 2024 року, відзначений медаллю «Захиснику України».